# Omphalotropis albocarinata
Omphalotropis albocarinata is een slakkensoort uit de familie van de Assimineidae. De wetenschappelijke naam van de soort is voor het eerst geldig gepubliceerd in 1873 door Mousson.